# 환류 (화학)
환류(還流, 영어: reflux)는 가열을 계속하는 동안 휘발성 물질이나 용매가 날아가는 것을 방지하기 위해 냉각기등을 설치하여 위에서 액화시켜 다시 액체로 흐를 수 있게 만들어주는 방법이다.

## 같이 보기
- 분별 증류
- 증류탑